# Saint-Allouestre
Saint-Allouestre är en kommun i departementet Morbihan i regionen Bretagne i nordvästra Frankrike. Kommunen ligger i kantonen Saint-Jean-Brévelay som tillhör arrondissementet Pontivy. År 2022 hade Saint-Allouestre 651 invånare.

## Befolkningsutveckling
Antalet invånare i kommunen Saint-Allouestre
| Referens: INSEE |